# أكني (بني بوفراح)
أكني هي إحدى مشيخات المملكة المغربية، تتبع جغرافيا لإقليم الحسيمة وإداريًا لبني بوفراح. يقدر عدد سكانها بـ 4297 نسمة حسب الإحصاء الرسمي للسكان والسكنى لسنة 2004.